# Казах тарихы
«Казах тарихы» (каз. «Қазақ тарихы») — казахстанский республиканский научно-педагогический журнал. Выходит раз в два месяца с июля 1993 года как приложение к журналу «Казахстан мектеби» (каз. «Қазақстан мектебі»). С 2003 года «Казах тарихы» самостоятельное издание. Освещает различные вопросы истории казахского народа и Казахстана, источниковедения, историографии, археологии и этнологии, а также методику преподавания истории и общественных дисциплин. Наряду с материалами современных молодых историков публикуются статьи видных учёных и историков прошлого — Ш. Уалиханова, Ы. Алтынсарина, Абая Кунанбаева, Шакарима Кудайбердыулы, К. Сатпаева, М. Ауэзова, А. Маргулана. Важное место в «Казах тарихы» занимает освещение проблем преподавания отечественной истории. Собственник — ТОО «Казак тарихы». Средный тираж — 3400 экземпляров.